# Нуйямаярви
Нуйямаярви (фин. Nuijamaanjärvi) — озеро на границе Финляндии и России.
Озеро расположено в 20 км на юго-восток от финского города Лаппеэнранта и в 26 км на северо-запад от российского Выборга. Через него проходит Сайменский канал.